# Вейнберга, Татьяна Эдуардовна
Татья́на Эдуа́рдовна Ве́йнберга (Макно) (латыш. Tatjana Veinberga; 4 сентября 1944 — 3 апреля 2008) — советская волейболистка, игрок сборной СССР (1968). Олимпийская чемпионка 1968. Игровая функция — связующая. Мастер спорта СССР.
Начала заниматься волейболом в Риге. В 1961—1969 выступала за команды ЛГУ, «Электронс», «Даугава» (все — Рига). В составе сборной Латвийской ССР принимала участие в волейбольных турнирах Спартакиад народов СССР (1963 и 1967).
В составе сборной СССР в 1968 году стала олимпийской чемпионкой.